# آن هيل
آن هيل هي راقصة وممثلة كندية، ولدت في 1804، وتوفيت في 1896.